# Knappschaft Kliniken Gelsenkirchen-Buer

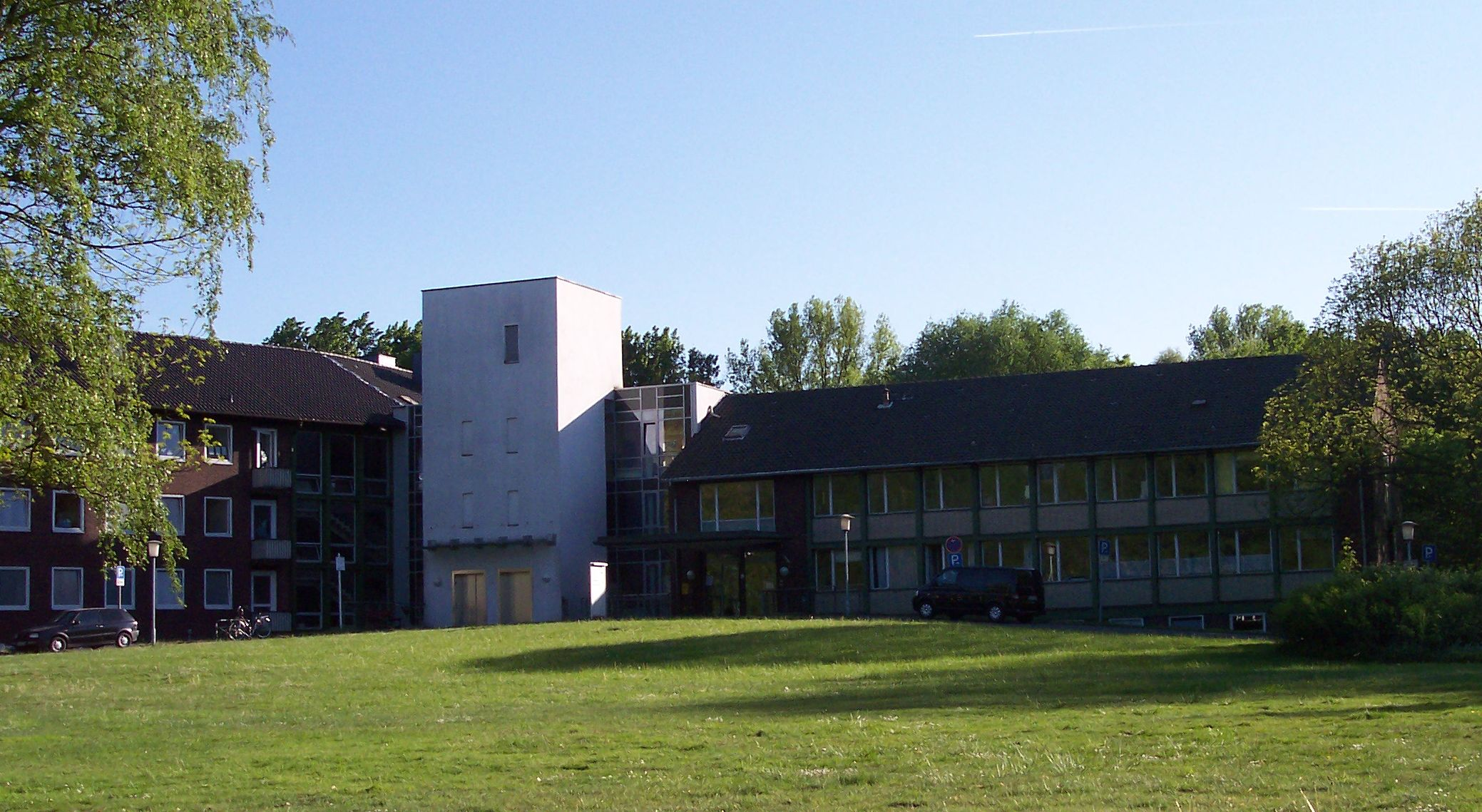
Ehemalige Kinderklinik Buer

Die Knappschaft Kliniken Gelsenkirchen-Buer sind ein Krankenhaus in Gelsenkirchen. Träger ist die Knappschaft Kliniken Gelsenkirchen-Buer gGmbH.
Seit der Fusion des Bergmannsheil mit den Städtischen Kinderkliniken im Jahr 2002 firmten die Kliniken gemeinsam unter der Bezeichnung Bergmannsheil und Kinderklinik Buer (BKB). Zum 1. Januar 2025 wurden die Kliniken in Knappschaft Kliniken Gelsenkirchen-Buer umbenannt. Die Kliniken liegen heute unmittelbar nebeneinander. Das Krankenhaus ist eine Akutklinik. Die angeschlossene Kinder- und Jugendklinik gewährleistet die Unfall-Erstversorgung von Kindern und Jugendlichen.

## Geschichte Knappschaft Kliniken Gelsenkirchen-Buer
Die Knappschaft Kliniken Gelsenkirchen-Buer wurden als Bergmannsheil in Gelsenkirchen-Buer im Jahre 1929 insbesondere zur Unfallversorgung von Bergleuten von der Bergbau-Berufsgenossenschaft eröffnet. 1977 übernahm die Bundesknappschaft (heute Knappschaft) die Klinik.
In den Knappschaft Kliniken Gelsenkirchen-Buer werden seit 1984 Schwerstbrandverletzte versorgt. Während der 18. Fußball-Weltmeisterschaft 2006 wurde es als Referenzkrankenhaus der FIFA für alle Sportler, Betreuer und Funktionäre geführt.

## Geschichte Kinderkliniken
Die Kliniken befanden sich ursprünglich an der Westerholter Straße 142. Sie wurde in den 1920er Jahren gegründet. Sie wurde im Zweiten Weltkrieg zerbombt. Wiederaufgebaut nahm sie 1958 ihren Betrieb auf.
Am 6. Dezember 2007 wurde der Umbau der Kinder- und Jugendklinik in den Neubau an der Adenauerallee abgeschlossen.

## Einrichtung und Daten
Die Kliniken verfügen zusammen zwölf Fachabteilungen mit insgesamt 502 Betten und 850 Mitarbeitern. Sie erbringen jährlich etwa 120.000 Pflege- beziehungsweise Beköstigungstage bei etwa 10.000 stationär aufgenommenen Patienten. Der Jahresumsatz beträgt etwa 45 Millionen Euro.

## Therapiemethoden
Nach der Veröffentlichung des Films Elternschule 2018 wurden die Therapiemethoden der Kinderklinik kontrovers diskutiert. Zum Beispiel das bis 2020 von der Kinder- und Jugendklinik genutzte Gelsenkirchener Behandlungsverfahren. Auch versucht die Klinik teils mit Unterlassungsaufforderungen, Kritiker zum Schweigen zu bringen.

## Standorte
- Knappschaft Kliniken Gelsenkirchen-Buer, Schernerweg 4, Gelsenkirchen
- Kinder- und Jugendklinik Gelsenkirchen, Adenauerallee 30, Gelsenkirchen